# Truus Dekker
Geertruida Anna (Truus) Dekker (Wormerveer, 13 mei 1922 – Amsterdam, 8 januari 2022) was een Nederlands actrice.
In 1946 behaalde ze haar diploma van de toneelschool waarna ze debuteerde bij toneelgezelschap Comedia, een door Cor Hermus opgezet gezelschap voor modern toneel met Amsterdamse acteurs als Ko van Dijk en Mary Dresselhuys. In het door de Russische gastregisseur Peter Sjarov geregisseerde Maksim Gorki's Nachtasyl ("На дне") speelde Dekker de rol van Natasja. Ze kreeg daarvoor in 1949 de 5 mei-prijs voor jonge acteurs. In 1950 viel de kern van Comedia uiteen en ging met Dekker verder met de afgesplitste Nederlandse Comedie.
Tussen 1949 tot 1952 ging ze op tournee door Indonesië en speelde ze in stukken als Glazen speelgoed. Daarna werd ze zwanger en vanaf 1956 was ze weer actief op het toneel en voor de radio en televisie. In de jaren zestig speelt Dekker voornamelijk bij Toneelgroep Arena en opvolger De Nieuwe Komedie en in de jaren zeventig bij het Zuidelijk Toneel Globe en het Publiekstheater.
Bij het grote publiek werd ze vooral bekend in de televisieseries van Wim T. Schippers, als eerste in 1978 met twee kleine rollen in Het is weer zo laat!, daarna met de rol van Loes de Wilde in De lachende scheerkwast, Opzoek naar Yolanda en Plafond over de vloer en haar grootste rol was die van Nel van der Hoed-Smulders in de serie We zijn weer thuis, 47 afleveringen lang. Ook speelde ze de rol van de moeder van Jaap Kooiman in Toen was geluk heel gewoon en speelde zij in 12 steden, 13 ongelukken.
Daarnaast was Dekker onder meer te zien in de speelfilms Het meisje met het rode haar, Wat zien ik!?, Turks Fruit, Keetje Tippel, Soldaat van Oranje, Pim, Een vrouw als Eva en Spetters. Ook in de Amerikaanse film The Little Ark (1972) over de Watersnood van 1953 speelde Dekker mee.
In de televisieserie Niemand de deur uit! speelde ze een rol als getuige, mevrouw Bult. In Baantjer speelde ze in 'De Cock en de moord op de oude dame' (1995) de rol van mevrouw Wientjes (slachtoffer van moord). Op hoge leeftijd speelde ze in 2010 een rolletje als een bejaarde buurvrouw in Flikken Maastricht en in 2012 nog een rolletje als dame in een bejaardentehuis in zowel de televisieserie Lijn 32 als in de speelfilm Oom Henk en in 2013 in de telefilm Nooit te oud, wederom een rol als dame in een tehuis. In Dokter Tinus (2013) had ze ook een klein gastrolletje.
Daarnaast was ze geregeld te horen in radioreclamespotjes. Ook was ze als Loes de Wilde in de begintijd regelmatig te horen in het radioprogramma Ronflonflon.
Dekker overleed op 8 januari 2022 op 99-jarige leeftijd aan de gevolgen van uitgezaaide longkanker.